# مقياس هاونزفيلد

مقياس هاونزفيلد (بالإنجليزية: Hounsfield scale)‏ هو مقياس كمي يستخدم لوصف الكثافة الإشعاعية.

## التعريف
إن وحدة مقياس هاونسفيلد (HU) تؤخذ على بإجراء تحويل خطي لمعامل النفاذ الخطي الأساسي الذي يعتبر كثافة الماء المقطر الإشعاعية عند ظروف ضغط وحرارة قياسية ومعادلاً لقيمة صفر هاونسفيلد(HU)، بينما تعرف قيمة الكثافة الإشعاعية للهواء عند ظروف ضغط وحرارة قياسية بالقيمة -1000 وحدة هاونسفيلد(HU). ومن أجل مادة ما X ذات معادل خطي مكافئ {\displaystyle \mu _{X}} فتعطى قيمة هاونسفيلد المكافئة بالعلاقة التالية:
{\displaystyle {\frac {\mu _{X}-\mu _{H_{2}O}}{\mu _{H_{2}O}-\mu _{air}}}\times 1000}
حيث {\displaystyle \mu _{H_{2}O}} و{\displaystyle \mu _{air}} هما معاملا النفاذ الخطي للماء والهواء على الترتيب عند ظروف ضغط وحرارة قياسية. ولذلك فإن تغير واحدة هاونسفيلد (HU) واحدة، تعبر عن تغير بمقدار 0.1% لمعامل النفاذ بين الماء والهواء، أو بشكل تقريبي تغير بمقدار 0.1% لمعامل النفاذ عن الماء وذلك باعتبار معامل النفاذ للهواء يساوي الصفر تقريباً.

## الأسباب
تم اعتبار القيم الأساسية المذكورة أعلاه باعتبارها مواد متوافرة في أي مكان، وملائمة للتطبيقات الأساسية التي من أجلها تم تطوير نظام التصوير بالأشعة المقطعية المبرمج: تصوير الأعضاء الداخلية للأحياء المكونة بشكل أساسي من مركبات مائية وتعيش في الهواء. مثلاً : الإنسان.

## قيم هاونسفيلد (HU) للمواد الأساسية
| المادة  | HU              |
| ------- | --------------- |
| الهواء  | -1000           |
| الدهون  | -120            |
| الماء   | 0               |
| العضلات | +40             |
| العظام  | ما يزيد عن +400 |

## التاريخ
تم إنشاء هذا المقياس من قبل السير غودفيري نيوبولد هاونسفيلد الذي هو واحد من المهندسين الأساسيين والمطورين لنظام الأشعة المقطعية المبرمج (التصوير الإشعاي المبرمج).
لقد كانت أجهزة التصوير المقطعي المبرمجة هي أول أجهزة تصوير للحصول على صور ثلاثية الأبعاد لتشريح الأعضاء الداخلية للكائنات الحية، بدءاً من إنشاء صورة لشريحة أو مقطع. ومنذ مطلع التسعينات ومع تطور تقنيات الكمبيوتر والماسحات باستخدام نظام التصوير بالأشعة المقطعية، فإنه أصبح بالإمكان الحصول على صور ثلاثية الأبعاد من زوايا مختلفة للأعضاء الداخلية باستخدام برامج تتعامل مع مثل هذه الصور ومشاهدتها على شاشة الكمبيوتر.